# 桑德蘭大教堂

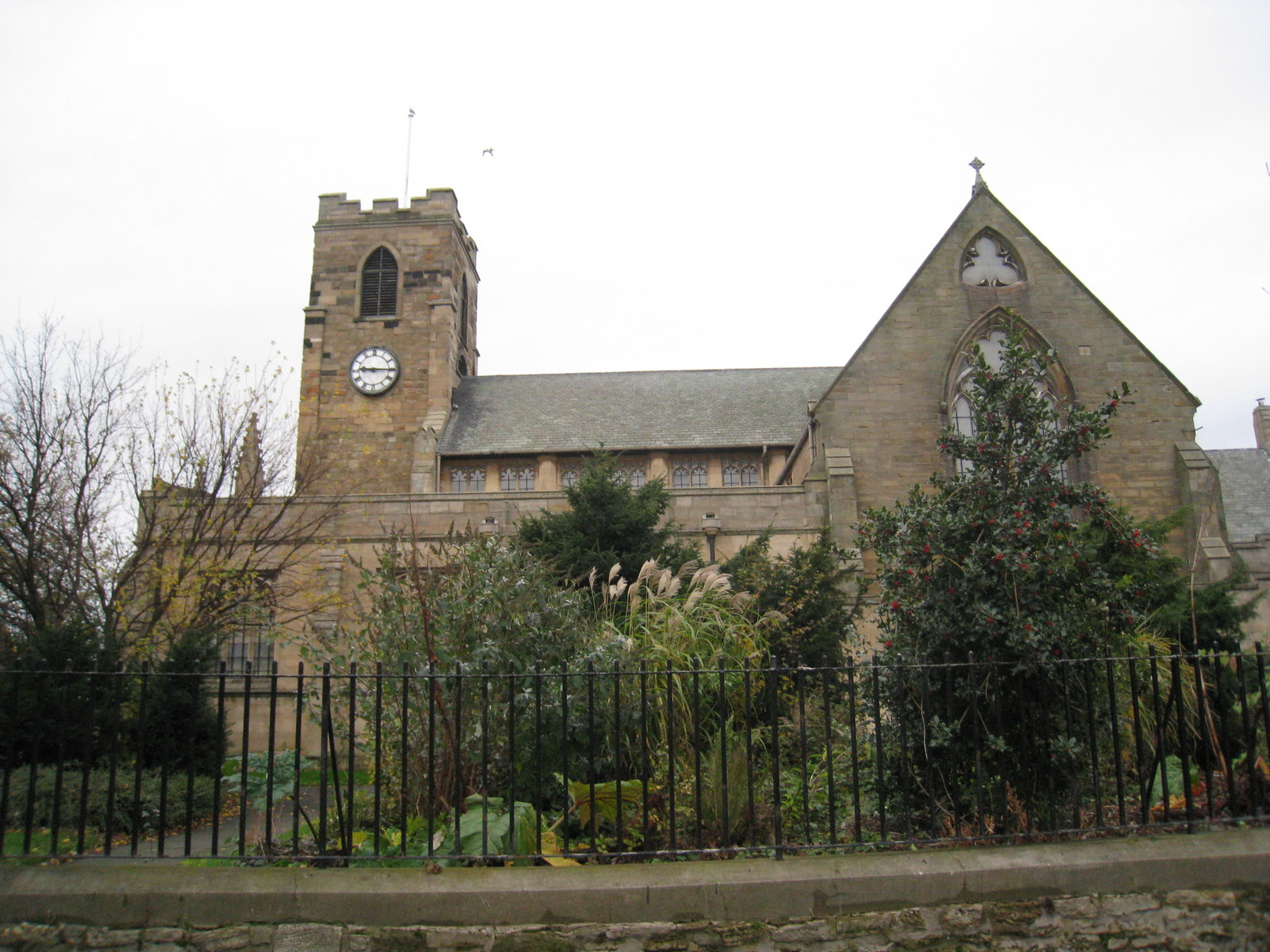
桑德蘭大教堂

桑德蘭大教堂（英語：Sunderland Minster），全名聖米迦勒暨諸天使及聖本篤主教大教堂（Minster Church of St Michael and All Angels and St Benedict Biscop）是位於英國英格蘭東北部城市桑德蘭市中心的一座英國國教會教堂。這座教堂曾名聖米迦勒暨諸天使堂，但在1998年1月11日為慶祝桑德蘭獲得城市地位而改為現名。教堂建築是英國的II*級登錄建築。

## 外部連結
- 官方网站（英文）